# HKSCS
Дополнительный набор гонконгских знаков, HKSCS, англ. Hong Kong Supplementary Character Set (кит. трад. 香港增補字符集) — стандарт, принятый в Гонконге. Представляет собой набор китайских иероглифов, общим числом 4702 в первом выпуске, используемых исключительно в письменном кантонском языке. Данный стандарт является развитием прежнего Правительственного набора китайских иероглифов, Government Chinese Character Set, (政府通用字庫 или GCCS). GCCS представляет собой набор как стандартных, так и дополнительных иероглифов в зарезервированной области кодовой страницы Big5. Первоначально данный стандарт использовало правительство Гонконга, постепенно он получил распространение и в обиходе. Набор знаков из данного стандарта официально вошёл в стандарт ISO 10646.

## История развития
В связи с рядом различий между литературным китайским и письменным кантонским, правительство Гонконга признало необходимость наличия стандартного набора собственных знаков для облегчения электронной коммуникации; в то время кодовая страница Big5 для традиционных китайских иероглифов не включала большинство нововведений, возникших среди носителей кантонского диалекта, преобладающего в Гонконге, а некоторые кантонские знаки были отождествлены с традиционными китайскими знаками, имеющими иное произношение и/или значение.
Правительственный набор китайских иероглифов (政府通用字庫) или GCCS был разработан правительством Гонконга. Этот набор знаков состоит из китайских иероглифов, которые обычно используются в Гонконге. Некоторые из знаков являются специфичными для кантонского языка, некоторые — альтернативными формами иероглифов, существующих в литературном китайском языке.
Позднее был разработан стандарт HKSCS-1999 (спецификация HKSCS 1999). Далее в 2001 г. было добавлено 116 новых знаков, а в 2004 г. — 123 новых знака, и всего в стандарт включено в настоящий момент 4941 знак.
HKSCS включён в кодировки Big5 и ISO 10646. Начиная с версии HKSCS-2004, все иероглифы, ранее относившиеся к зарезервированной области Юникода, получили новые коды; большинство из них отнесено к Дополнительному блоку В (Extension B Block) или к Дополнительному блоку совместимости идеографического диапазона (Supplementary Ideographic Plane Compatibility Block). С другой стороны, для сохранения совместимости с программами, генерирующими коды PUA (зарезервированной области для частного использования), зарезервированы определённые коды, поэтому новые знаки не попадают в область PUA.

## Совместимость

### Операционные системы

#### Microsoft Windows
В операционных системах Microsoft Windows 98, NT 4.0, 2000, XP поддержка HKSCS обеспечивается путём специального патча от фирмы Microsoft. В программных приложениях от Microsoft, если приложение использует кодовую таблицу 950, оно автоматически использует и скрытую кодовую страницу 951, которая поддерживает все коды знаков HKSCS-2001, за исключением совместимости кодов знаков, определённых стандартом . Кроме того, шрифт MingLiU изменяется при помощи патча от Microsoft. Известно, что данный патч вызывает конфликты в таких приложениях, как Microsoft Office или других приложениях, использующих шрифты, поддерживающие упрощённые китайские знаки (например, SimSun). Если программа содержит видоизменённый шрифт, привязанный к разделу кодовой таблицы, на который влияет патч от Microsoft, то данный шрифт может отменить действие патча от Microsoft. Более того, данный патч нарушает работу программы EUDC Editor, которая поставляется вместе с версиями Windows, для которых патч был разработан.
По сообщениям фирмы Microsoft, знаки HKSCS-2004 будут поддерживаться только в Unicode 4.1 или более поздних версиях. Имеется утилита для преобразования знаков HKSCS или в кодировке PUA в Unicode 4.1 .
Программное обеспечения для ввода знаков HKSCS можно найти на правительственном сайте Гонконга Digital 21.
В операционной системе Windows Vista обеспечена полная поддержка стандарта HKSCS-2004 в шрифтах MingLiU HKSCS и MingLiU HKSCS-ExtB, включенных в состав операционной системы. Все знаки привязаны к стандартной кодовой странице, а не к PUA. Для ввода знаков в прежних версиях Windows необходимо установить дополнительное расширение от Microsoft или Digital 21.

#### Linux
Поддержка HKSCS была добавлена в glibc в 2000 г., но с тех пор не обновлялась.
Для установки freedesktop.org шрифт AR PL ShanHeiSun Uni полностью поддерживает HKSCS-2004 начиная с версии 0.1-0.dot.1, а последняя редакция HKSCS-2004 поддерживается в версии 0.1.20060903-1.

#### Mac OS
Mac OS X 10.0-10.2 поддерживает HKSCS-1999. Версия 10.3-10.4 поддерживает HKSCS-2001.

### Приложения
Mozilla 1.5 и более поздние версии поддерживают HKSCS. Поддержка HKSCS-2004 включена в код Gecko 1.8.1 . Несмотря на упомянутый выше патч, Mozilla использует собственную кодовую таблицу символов.
Приложения Qt (см. KDE), начиная с версий 3.х, поддерживают только знаки, привязанные к диапазону FFFF или ниже. В версии QT4 знаки, выходящие за пределы диапазона BMP, поддерживаются в виде суррогатов.
GNOME поддерживает знаки HKSCS в диапазонах Unicode, за исключением знаков, привязанных к Базовому многоязычному блоку совместимости (Basic Multilingual Plane compatibility block).